# Isaac Schlossbach
 (décembre 2019).
Isaac « Ike » Schlossbach (né le 20 août 1891 à Bradley Beach et mort en août 1984) est un explorateur polaire, sous-marinier et un pionnier de l'aviation américain.

## Reconnaissance
Le mont Schlossbach (en) et le cap Schlossbach (en) sont nommés en son honneur.